# ビスケットエンターティメント
ビスケット・エンターテイメント株式会社（Biscuit Entertainment）は、かつて存在した日本の芸能事務所である。渡辺プロダクション系列。

## 概要
1995年9月、原千晶と浜丘麻矢を第1号タレントとして渡辺ミキにより設立。その後、2002年8月2日にワタナベエンターテインメントに吸収され「ビスケット事業部」としてから、その後に現事務所の名前となる。
主として女性タレントが所属。移籍や引退で在籍者が元アイドリング!!!メンバーのみに減少してからは、実質 本社のワタナベエンターテインメント名義で活動していた。そして2018年末をもって所属者がすべて離籍し、事実上閉鎖し、休眠会社となった。
(住所変更)：東京都渋谷区神宮前4丁目2番12号 → 2016年1月 東京都港区西麻布3丁目3番5号 → 2016年2月 東京都港区北青山3丁目9番5 - 201号

## 過去の所属者
ワタナベエンターテインメントへ移籍
- 臼井静
- 大家志津香（移籍当時AKB48チームA）
- 佐藤夏希（移籍当時AKB48チームB、その後引退）
- なちゅ（移籍当時SDN48）
- 原千晶
- フレンチ・キス
  - 柏木由紀（移籍当時AKB48チームB）
  - 高城亜樹（移籍当時AKB48チームA、その後フリー）
  - 倉持明日香（移籍当時AKB48チームA）

その他事務所へ移籍
- 小泉瑠美（元アイドリング!!!2号、トライストーン・エンタテイメントへ移籍）
- 浜丘麻矢（イイジマルーム→A.L.C.Atlantisへ移籍、その後引退）
- 林未紀（ジョリー・ロジャーへ移籍、その後引退）
- 高橋胡桃（元アイドリング!!!27号、元ChocoLe。A.M.Entertainmentへ移籍）
- 玉川来夢（元アイドリング!!!29号、元ChocoLe、A.M.Entertainmentへ移籍）

引退
- はるの
- 三宅ひとみ（元アイドリング!!!17号）[2]
- 森田みいこ
- 橋本楓（元アイドリング!!!21号、元ChocoLe）[3]
- 橋本瑠果（元アイドリング!!!33号。引退宣言の無い芸能界からの離脱）

## グループ会社
- 渡辺プロダクション（持株会社）
- ワタナベエンターテインメント
- ザ・ワークス
- イザワオフィス
- トップコート